# Zádruha (družstvo)
„ZÁDRUHA“, velkoobchodní společnost s r. o. vznikla v roce 1915. Byla to společnost, která sdružovala podílníky z řad drobných obchodníků, řemeslníků a dělníků. Společnost byla pojmenována podle právního institutu zádruha. Celkem měla 6 000 podílů. Důvodem jejího založení byl „vzdor“ německým subjektům, zejména závodním konzumům hutí a dolů.
V roce 1939 se odehrál incident, kdy nacisté vnikli do skladů společnosti pod záminkou, že v nich jsou uchovávány zbraně. Zde objevili jen vojenské konzervy a potraviny, určené k zásobování pro případ odboje na Hlučínsku a Těšínsku. Následně byli zatčeni dva pracovníci ZÁDRUHY: disponent František Sobotík († 29. duben 1943), nadporučík letectva v záloze, který byl zatčen v roce 1940 a o tři roky později popraven ve Vratislavi a Josef Závada (29. prosinec 1898, Hrabová – 19. červenec 1942, Mauthausen), účetní, který zemřel v koncentračním táboře v Mauthausenu. Podnik byl zabaven ve prospěch německé říše a v roce 1942 byl z nařízení říšského protektora zlikvidován. Větší část zboží byla zcizena, zbytek prodán pod cenou. Stejným způsobem se likvidátor zbavil nemovitostí a inventáře. Podíly byly škrtnuty a hotovost, získaná likvidací, propadla německému státu.
V květnu 1945 se sešli bývalí zaměstnanci ZÁDRUHY, aby se poradili, jak zajistit provoz podniku. Expoziturou Zemského národního výboru v Moravské Ostravě byl dosazen národní správce Václav Rozehnal, bývalý zaměstnanec.
ZÁDRUHA byl jedním z největších podniků tohoto druhu v privátním sektoru na Moravě. Zásobovala Hlučínsko, Fryštátsko, Těšínsko, Frýdecko, Frenštát, Novojičínsko, Opavsko.
Po únoru 1948 byl majetek družstva znárodněn.